# Persone di cognome Farina
| Questa pagina contiene informazioni ricavate automaticamente dalle voci biografiche con l'ausilio del template Bio e di un bot. L'aggiornamento è periodico e automatico e ricostruisce completamente la pagina. Se manca una persona in questa lista, sei pregato di non aggiungerla, ma accertati piuttosto che la sua voce biografica contenga il template Bio e che i dati anagrafici siano correttamente compilati. Se il template Bio manca, inseriscilo tu stesso o, in alternativa, metti l'avviso {{tmp\|Bio}} che ne segnala la mancanza. Se i dati riportati sono sbagliati, correggi direttamente la voce biografica; le modifiche saranno visibili in questa lista entro pochi giorni. Per chiarimenti vedi il progetto antroponimi. La lista contiene solo le 74 persone che sono citate nell'enciclopedia e per le quali è stato implementato correttamente il template Bio. Pagina aggiornata al 23 giu 2025. |

Questa è una lista di persone presenti nell'enciclopedia che hanno il cognome Farina, suddivise per attività principale.

## Allenatori di calcio(3)
- Angelo Farina, allenatore di calcio, calciatore e dirigente sportivo italiano (Bergamo, n. 1905 - Bergamo, † 1994)
- Emiliano Farina, allenatore di calcio e calciatore italiano (Cremona, n. 1928 - Cremona, † 2012)
- Frank Farina, allenatore di calcio e ex calciatore australiano (Darwin, n. 1964)

## Arbitri di calcio(1)
- Stefano Farina, arbitro di calcio italiano (Ovada, n. 1962 - Genova, † 2017)

## Arcivescovi cattolici(1)
- Fortunato Maria Farina, arcivescovo cattolico italiano (Baronissi, n. 1881 - Foggia, † 1954)

## Attivisti(1)
- Daniele Farina, attivista e politico italiano (Milano, n. 1964)

## Attori(1)
- Dennis Farina, attore statunitense (Chicago, n. 1944 - Scottsdale, † 2013)

## Attori teatrali(1)
- Raffaele Farina, attore teatrale, doppiatore e direttore del doppiaggio italiano (Buenos Aires, n. 1958)

## Calciatori(10)
- Emilio Farina, ex calciatore italiano (Brescia, n. 1929)
- Ettore Farina, calciatore italiano (Recanati, n. 1922)
- Giovanni Farina, calciatore italiano (Milano, n. 1902)
- Giovanni Farina, calciatore italiano (Chiaravalle Milanese, n. 1920 - Vimercate, † 2001)
- Giuseppe Farina, calciatore italiano (Recanati, n. 1927 - Recanati, † 1995)
- Luigi Farina, ex calciatore italiano (Milano, n. 1942)
- Nicolas Farina, ex calciatore francese (Metz, n. 1986)
- Paolo Farina, calciatore italiano (Olbia, n. 1939 - Porto Vecchio, † 2022)
- Pasquale Farina, calciatore italiano (La Spezia, n. 1910 - La Spezia, † 1992)
- Plinio Farina, calciatore italiano (Como, n. 1902 - Luisago, † 1972)

## Canottieri(1)
- Gianluca Farina, canottiere italiano (Casalmaggiore, n. 1962)

## Cardinali(1)
- Raffaele Farina, cardinale e arcivescovo cattolico italiano (Buonalbergo, n. 1933)

## Chitarristi(1)
- Sergio Farina, chitarrista, compositore e arrangiatore italiano (Milano, n. 1954)

## Compositori(3)
- Dario Farina, compositore, cantante e produttore discografico italiano (Il Cairo, n. 1946)
- Edoardo Farina, compositore, clavicembalista e pianista italiano (Pavia, n. 1939 - Pavia, † 2018)
- Guido Farina, compositore italiano (Pavia, n. 1903 - † 1999)

## Criminali(1)
- Giovanni Farina, criminale, poeta e scrittore italiano (Tempio Pausania, n. 1950)

## Dirigenti sportivi(2)
- Francesco Farina, dirigente sportivo e politico italiano (Verona, n. 1957)
- Simone Farina, dirigente sportivo e ex calciatore italiano (Roma, n. 1982)

## Disc jockey(1)
- Mark Farina, disc jockey e produttore discografico statunitense (Chicago, n. 1969)

## Egittologi(1)
- Giulio Farina, egittologo, archeologo e sociologo italiano (Frascati, n. 1889 - Trofarello, † 1947)

## Funzionari(1)
- Paolo Farina, funzionario e politico italiano (Genova, n. 1806 - Firenze, † 1871)

## Generali(1)
- Salvatore Farina, generale italiano (Gallipoli, n. 1957)

## Giocatori di football americano(1)
- Timothy Farina, ex giocatore di football americano e allenatore di football americano statunitense

## Giocatori di poker(1)
- Valter Farina, giocatore di poker italiano (Genova, n. 1954)

## Imprenditori(5)
- Battista Farina, imprenditore e carrozziere italiano (Cortanze, n. 1893 - Losanna, † 1966)
- Giovanni Farina, imprenditore italiano (Cortanze, n. 1884 - Torino, † 1957)
- Giuseppe Farina, imprenditore e dirigente sportivo italiano (Gambellara, n. 1933 - Zevio, † 2025)
- Mattia Farina, imprenditore e politico italiano (Baronissi, n. 1879 - Baronissi, † 1961)
- Nicola Farina, imprenditore e politico italiano (Baronissi, n. 1830 - Baronissi, † 1902)

## Mercanti(2)
- Francesco Farina, mercante italiano (Chieti, n. 1731 - Chieti, † 1800)
- Giovanni Maria Farina, mercante e profumiere italiano (Santa Maria Maggiore - Maastricht, † 1732)

## Militari(3)
- Ferdinando Farina, militare e politico italiano (La Spezia, n. 1877 - Roma, † 1964)
- Filippo Farina, militare e politico italiano (Ronciglione, n. 1795 - Roma, † 1857)
- Giovanni Farina, militare e aviatore italiano (San Giovanni a Teduccio, n. 1901 - Cielo della Sardegna, † 1942)

## Mountain biker(1)
- Eleonora Farina, mountain biker italiana (Trento, n. 1990)

## Pallavolisti(1)
- Alessandro Farina, ex pallavolista italiano (Parma, n. 1976)

## Partigiani(1)
- Ermes Farina, partigiano e ingegnere italiano (Pianezze, n. 1920 - Venezia, † 2006)

## Piloti automobilistici(1)
- Nino Farina, pilota automobilistico italiano (Torino, n. 1906 - Aiguebelle, † 1966)

## Pittori(2)
- Achille Farina, pittore, litografo e ceramista italiano (Faenza, n. 1804 - Faenza, † 1879)
- Guido Farina, pittore italiano (Verona, n. 1896 - Padova, † 1957)

## Poeti(2)
- Antonio Farina, poeta italiano (Santa Vittoria, n. 1865 - Bortigiadas, † 1944)
- Raymond Farina, poeta francese (Algeri, n. 1940)

## Politiche(1)
- Maria Antonietta Farina Coscioni, politica italiana (Vetralla, n. 1969)

## Politici(6)
- Agostino Farina, politico italiano (Buddusò, n. 1817 - Varazze, † 1896)
- Gianni Farina, politico italiano (Caiolo, n. 1941)
- Giovanni Farina, politico italiano (Cigognola, n. 1892 - † 1979)
- Mattia Farina, politico italiano (Baronissi, n. 1822 - Baronissi, † 1909)
- Maurizio Farina, politico italiano (Rivarolo Canavese, n. 1804 - Torino, † 1886)
- Renato Farina, politico, scrittore e opinionista italiano (Desio, n. 1954)

## Profumieri(3)
- Giovanni Maria Farina, profumiere italiano (Santa Maria Maggiore, n. 1685 - Colonia, † 1766)
- Giovanni Antonio Farina, profumiere italiano (Santa Maria Maggiore, n. 1718 - Colonia, † 1787)
- Jean-Marie Farina, profumiere e mercante italiano (Santa Maria Maggiore, n. 1785 - Parigi, † 1864)

## Registe(1)
- Giorgia Farina, regista, sceneggiatrice e fotografa italiana (Roma, n. 1985)

## Registi(2)
- Corrado Farina, regista, sceneggiatore e scrittore italiano (Torino, n. 1939 - Roma, † 2016)
- Felice Farina, regista e sceneggiatore italiano (Roma, n. 1954 - Roma, † 2023)

## Rugbisti a 15(1)
- Piergianni Farina, ex rugbista a 15 italiano (Bassano del Grappa, n. 1959)

## Scenografi(1)
- Antonio Farina, scenografo italiano (n. 1968)

## Scrittori(1)
- Salvatore Farina, scrittore e giornalista italiano (Sorso, n. 1846 - Milano, † 1918)

## Storiche(1)
- Rachele Farina, storica italiana (La Spezia, n. 1930 - La Spezia, † 2019)

## Tipografi(1)
- Antonio Farina, tipografo italiano (Piacenza, n. 1790 - Piacenza, † 1873)

## Vescovi cattolici(3)
- Giovanni Antonio Farina, vescovo cattolico e santo italiano (Gambellara, n. 1803 - Vicenza, † 1888)
- Modesto Farina, vescovo cattolico italiano (Oria di Valsolda, n. 1771 - Padova, † 1856)
- Pietro Farina, vescovo cattolico italiano (Maddaloni, n. 1942 - Pozzilli, † 2013)

## Violinisti(2)
- Carlo Farina, violinista e compositore italiano (Mantova - Vienna, † 1639)
- Piergiorgio Farina, violinista, cantante e compositore italiano (Goro, n. 1933 - Bologna, † 2008)